# Sanciaella minahasa
Sanciaella minahasa is een slakkensoort uit de familie van de Eulimidae. De wetenschappelijke naam van de soort werd in 2010 voor het eerst geldig gepubliceerd door Robert Moolenbeek en J. Hoenselaar.